# Belmond
Belmond ist eine Kleinstadt (mit dem Status „City“) im Wright County im US-amerikanischen Bundesstaat Iowa. Im Jahr 2010 hatte Belmond 2376 Einwohner, deren Zahl sich bis 2013 auf 2352 verringerte. Das U.S. Census Bureau hat bei der Volkszählung 2020 eine Einwohnerzahl von 2.463 ermittelt.

## Geografie
Belmond liegt im mittleren Norden Iowas beiderseits des Iowa River, einem linken Nebenfluss des Mississippi.
Die geografischen Koordinaten von Belmond sind 42°50′46″ nördlicher Breite und 93°36′51″ westlicher Länge. Das Stadtgebiet erstreckt sich über eine Fläche von 7,38 km² und liegt zum größten Teil in der Pleasant Township. Ein kleinerer Teil des Stadtgebiets reicht in die Belmont Township.
Nachbarorte von Belmond sind Goodell (8,8 km nördlich), Klemme (19,2 km in der gleichen Richtung), Meservey (18,9 km nordöstlich), Alexander (14,9 km ostsüdöstlich), Rowan (17,2 km südsüdöstlich), Galt (18,2 km südlich), Clarion (22,2 km südwestlich) und Kanawha (24,6 km nordwestlich).
Die nächstgelegenen größeren Städte sind die Twin Cities in Minnesota (Minneapolis und Saint Paul) (261 km nördlich), Rochester in Minnesota (207 km nordöstlich), Wisconsins Hauptstadt Madison (396 km östlich), Dubuque am Schnittpunkt der Bundesstaaten Iowa, Wisconsin und Illinois (277 km ostsüdöstlich), Waterloo (138 km südöstlich), Cedar Rapids (241 km in der gleichen Richtung), Iowas Hauptstadt Des Moines (150 km südlich), Nebraskas größte Stadt Omaha (362 km südwestlich), Sioux City (266 km westsüdwestlich) und South Dakotas größte Stadt Sioux Falls (320 km westnordwestlich).

## Verkehr
Der U.S. Highway 69 verläuft in Nord-Süd-Richtung als Hauptstraße durch Belmond. Alle weiteren Straßen sind untergeordnete Landstraßen, teils unbefestigte Fahrwege sowie innerörtliche Verbindungsstraßen.
Von Nord nach Südwest führt eine Eisenbahnlinie für den Frachtverkehr der Union Pacific Railroad (UP) durch das Stadtgebiet von Belmond.
Mit dem Clarion Municipal Airport befindet sich 23 km südwestlich ein kleiner Flugplatz. Der nächste Verkehrsflughafen ist der Des Moines International Airport (160 km südlich).

## Geschichte
Der Ort wurde 1856 unter dem Namen Crown Point gegründet, dem Herkunftsort eines der Gründer aus Indiana. Im Jahr 1881 wurde die Siedlung als selbstständige Kommune inkorporiert und der erste Bürgermeister gewählt.
Am 14. Oktober 1966 zerstörte oder beschädigte ein F5 Tornado über 600 Häuser und 75 Geschäfte. Sechs Menschen wurde getötet und ein großer Teil der Stadt war beschädigt.

## Bevölkerung
Nach der Volkszählung im Jahr 2010 lebten in Belmond 2376 Menschen in 1047 Haushalten. Die Bevölkerungsdichte betrug 322 Einwohner pro Quadratkilometer. In den 1047 Haushalten lebten statistisch je 2,21 Personen.
Ethnisch betrachtet setzte sich die Bevölkerung zusammen aus 93,2 Prozent Weißen, 0,1 Prozent Afroamerikanern, 0,2 Prozent amerikanischen Ureinwohnern, 0,3 Prozent Asiaten, 0,2 Prozent Polynesiern sowie 4,2 Prozent aus anderen ethnischen Gruppen; 1,9 Prozent stammten von zwei oder mehr Ethnien ab. Unabhängig von der ethnischen Zugehörigkeit waren 12,1 Prozent der Bevölkerung spanischer oder lateinamerikanischer Abstammung.
23,4 Prozent der Bevölkerung waren unter 18 Jahre alt, 53,2 Prozent waren zwischen 18 und 64 und 23,4 Prozent waren 65 Jahre oder älter. 51,9 Prozent der Bevölkerung waren weiblich.
Das mittlere jährliche Einkommen eines Haushalts lag bei 43.895 USD. Das Pro-Kopf-Einkommen betrug 26.719 USD. 6,0 Prozent der Einwohner lebten unterhalb der Armutsgrenze.